# João Fazenda
João Fazenda (Lisboa, 1979)  é um desenhador e ilustrador português.
Possui uma vasta actividade na ilustração, quer em livros quer na imprensa (os seus desenhos acompanham a série de crónicas Boca do Inferno, de Ricardo Araújo Pereira). Desenhou as capas dos álbuns dos Deolinda, Canção ao Lado e Dois Selos e Um Carimbo. Na banda desenhada, é o autor do desenho da série Loverboy (composta por três álbuns), com argumento de Marte. Com Pedro Brito, é co-autor do livro Tu és a mulher da minha vida, ela a mulher dos meus sonhos (2000), premiado no Festival Internacional de Banda Desenhada da Amadora de 2001. Realizou em 2010 uma exposição individual no Festival de Banda Desenhada de Beja.

João Fazenda recebeu o Prémio Nacional de Ilustração de 2016 no Fólio, Festival Literário Internacional de Óbidos.

## Obras
- Carlos Lopes de Carlos Pinhão; desenhos de João Fazenda (1992)
- Humberto Coelho: narrativa/ recolhida por Carlos Pinhão ; il. João Fazenda (1993)
- Ao serviço de sua Majestade : uma selecção de textos para Herman José 1992-1996 / textos de Nuno Artur Silva... [et al.] (1996)
- Loverboy : a faculdade são dois ou três livros / Marte & João Fazenda (1998)
- Tu és a mulher da minha vida, ela a mulher dos meus sonhos / Pedro Brito, João Fazenda (2000)
- As incríveis aventuras d'o rapaz de papel : guião gráfico para peça de teatro musical / texto Nuno Artur Silva ; il. João Fazenda (2000)
- Olá, Brasil! / texto José Jorge Letria ; il. João Fazenda (2000)
- Loverboy : o rebelde / argumento Marte; desenho João Fazenda (2000)
- A violência explicada aos jovens... e aos outros/ José Jorge Letria ; il. João Fazenda (2000)
- StarHunters (2001)
- Loverboy : (...) muda mas fica igual (...) / argumento Marte ; desenho João Fazenda (2002)
- Cantiga de esponsais - Machado de Assis [ Visual gráfico] / [Instituto Português do Livro e das Bibliotecas] ; [il.] João Fazenda (2002)
- Um saltinho / texto Isabel Zambujal ; il. João Fazenda (2002)
- Nascido para mandar: guia para chegar ao poder em Portugal / José de Pina ; il. João Fazenda (2004)
- Boca do inferno / Ricardo Araújo Pereira ; il. João Fazenda (2007)
- A história secreta de Pedro e o lobo / João Paulo Cotrim ; il. João Fazenda (2007)
- Livro de reclamações das crianças: uma ideia bebés & crescidos / animação das crianças e rec. de desabafo Susana Oliveira ; sel. e org. das frases das crianças Ana Rita Seixas, Raquel Vieira da Silva, Susana Oliveira ; textos e coment. Eduardo Sá ; il. João Fazenda (2007)
- Romeu & Julieta / William Shakespeare ; trad. Fernando Villas-Boas ; il. João Fazenda (2007)
- História de uma flor / Matilde Rosa Araújo ; il. João Fazenda (2008)
- Crónica dos bons malandros / Mário Zambujal ; il. João Fazenda (2008)
- Novas crónicas da boca do inferno / Ricardo Araújo Pereira; il. João Fazenda (2009)
- Combo João Fazenda / João Paulo Cotrim (2009)
- Sonetos e outros poemas / Luís de Camões ; org. trad. Richard Zenith ; il. João Fazenda (2009)
- A arca do tesouro / Alice Vieira, Eurico Carrapatoso ; il. João Fazenda (2010)
- Ginástica animalástica / Isabel Minhós Martins ; il. João Fazenda (2010)
- O senhor do seu nariz e outras histórias / Álvaro Magalhães ; il. João Fazenda (2010)
- O mundo de S. J. Perelman / S. J. Perelman ; pref. Woody Allen, Ricardo Araújo Pereira ; trad. notas Júlio Henriques ; il. João Fazenda (2011)
- O branco das sombras chinesas : divertimento / João Paulo Cotrim, António Cabrita ; il. João Fazenda (2011)
- As coisas / Inês Fonseca Santos ; il. João Fazenda (2012)
- A minha primeira Amália / Maria do Rosário Pedreira ; il. João Fazenda (2012)
- O pai mais horrível do mundo / João Miguel Tavares ; il. João Fazenda (2013)
- Elvas, a cidade-fortaleza / texto Ricardo Henriques ; il. João Fazenda, Marta Monteiro, Tiago Albuquerque (2013)
- Novíssimas crónicas na boca do inferno / Ricardo Araújo Pereira ; il. João Fazenda (2013)
- A velha caixa; A bela moura / Alice Vieira ; il. João Fazenda (2014)
- Fernando Pessoa: o menino que era muitos poetas / José Jorge Letria; il. João Fazenda (2014)
- Dança (2015)
- Um saltinho a Lisboa / Isabel Zambujal ; il. João Fazenda (2015)
- Um saltinho ao Porto / Isabel Zambujal ; il. João Fazenda (2015)
- Porque chora o rei? / Ana Leonor Tenreiro, Pedro da Silva Martins ; il. João Fazenda (2015)
- Atento ao medicamento / Carla Maia de Almeida ; il. João Fazenda (2015)
- A ilha dos diabretes / Carla Maia de Almeida, Cristina Cunha Cardoso, Pedro Borrego ; il. João Fazenda (2015)

## Prémios
- Prémio Nacional de Ilustração (2015)[3]